# Armes vikingues
Les armes vikingues comprenen la tecnologia militar emprada pels vikings durant l'edat mitjana. Les armes eren força importants per als vikings i es considerava que tots els homes havien de posseir-ne. El seu disseny comparteix trets amb altres pobles germànics però van adoptar innovacions dels pobles amb qui entraven en contacte per fer armes més efectives. Apart de la funció ofensiva i defensiva, les armes reflectien l'estatus del seu portador i per aquest motiu els vikings no solien deixar-les mai.

## Llances
L'arma més comuna és la llança, que mesurava uns dos o tres metres sense comptar la punta, que es va anar allargant amb el pas del temps. El guerrer llançava l'arma amb un sol braç per ferir l'enemic a curta distància o bé la subjectava amb força per incrustar-la al cos de l'adversari en el combat cos a cos. Aquesta versatilitat va popularitzar les llances, que es troben entre combatents de tots els grups socials. La lleugeresa era la virtut més preuada de les llances, per aquest motiu solien estar fetes de freixe. Era molt important decidir el moment de deixar anar la llança, ja que en cas contrari podia ser usada per l'enemic i es considerava un gran deshonor ser ferit per la pròpia arma. Això sumat al cost d'elaboració de les llances feia que el guerrer la subjectés fins al darrer moment, on s'iniciava el combat cos a cos. Quan el combat es duia a terme entre exèrcits nombrosos, aquests es col·locaven en línies que avançaven de forma compacta cap endavant amb diverses fileres de llances, intercalades entre els homes de la línia precedent, que perforaven les defenses rivals al primer xoc.
Algunes d'elles comptaven amb gravats a la fusta, incrustacions de joies i plomes ornamentals, però aquestes no eren per ser utilitzades en combat, on la majoria de llances es perdienLes puntes d'aquestes llances de luxe també estan gravades i tenen un perfil d'or o plata que emmarca el ferro. La presència permanent de les llances els va conferir un caràcter mític, com a hereves de Gungnir, l'arma d'Odin amb la qual es va iniciar la primera guerra del món. En el seu record, les guerres començaven oficialment amb un dels bàndols fent volar una llança cap a l'altre bàndol, en senyal d'inici del combat. El caràcter simbòlic es reforçava en el ritual de penetrar en una fortalesa vençuda: el cabdill dels guerrers guanyadors entrava a la plaça derrotada sobre el seu escut, que era subjectat pels seus homes i elevat amb llances.

## Atgeir
A les sagues hi ha diverses mencions a una arma anomenada atgeir, les representacions de la qual varien força segons les fonts. La interpretació més usual era que es tractés d'una varietat local d'alabarda, una llança usada només per tallar i perforar la defensa corporal de l'adversari i que no es deixava anar volant. Altres apunten a una espasa llarga, una guja o fins i tot a una arma inventada, de caràcter literari. Aquesta disparitat neix del fet que no s'han trobat restes d'armes reals que es puguin identificar de manera inequívoca amb un atgeir, i les descripcions escrites solen ser posteriors a l'edat vikinga, per la qual cosa es creu que es basaven en adaptacions d'alabardes i altres armes blanques continentals. Altres armes que semblen similars a l'atgeir, i probablement es tracti de modificacions d'aquesta són la kesja i la krókspjót.

## Seax
El seax és un tipus d'arma de combat que ocupa un lloc intermedi entre la daga i l'espasa usat per diversos pobles germànics on la fulla és el doble de llarga que el mànec, amb el qual formen una línia recta. La fulla és plana i està feta de ferro i amb el pas dels segles es va tornant més llarga, probablement per contacte amb espases curtes de diversos pobles europeus, i arriba a fer uns 60 cm. El mànec pot ser d'os o de fusta i es protegeix amb una beina lligada a la cintura fins al moment de la lluita. Aquesta beina es col·loca de forma que l'arma està en paral·lel al cos per la part del ventre però sense que molesti el pas. Els seax eren armes força comunes i lligades a diversos estaments, en la seva varietat estàndard o la més petita, anomenada scramasax. Costaven menys que les espases i per això s'han conservat menys seax de luxe ornamentats, amb beines plenes de brodats de sanefes i talles en el mànec. Els primers seax estan documentats a Escandinàvia ja al segle IV i semblen estar a l'origen del gentilici dels saxons.

## Espases
Les espases estaven pensades per a ser usades amb una sola mà (l'altra aguantava l'escut) i, per tant, no eren gaire pesants. Eren l'evolució medieval de la spatha romana i molt similars a les espases d'arreu d'Europa, ja que van ser popularitzades pels artesans carolingis. Com que resultaven molt cares d'elaborar, només eren emprades pels nobles i es llegaven de pares a fills. Si un guerrer era enterrat amb l'espasa, abans aquesta es trencava per tal de dissuadir els lladres de tombes. Es portaven en beines que es lligaven a les espatlles i penjaven per l'esquena o el costat i moltes d'elles tenien un ús exclusivament ornamental. Les beines estaven fetes de fusta i pell i algunes tenien una punta metàl·lica per protegir la part punxeguda de l'arma. Les fulles dobles tenien patrons fets de diversos metalls, normalment ferro de diferents tonalitats i acer, i el mànec podia estar recobert de roba per sobre de la fusta per a major comoditat. Els patrons de les fulles es formaven de manera natural durant el forjat i eren similars a onades però amb el temps es van introduir tècniques per reproduir patrons a voluntat, des dels que imitaven sagetes als que repetien sanefes o formes arrodonides.
Com a arma simbòlica, moltes espases tenien noms propis, alguns dels quals estaven inscrits a la base de la fulla. Les espases vikingues tallaven pels dos costats i la punta i eren les armes que decidien el combat cos a cos. La punta era lleugerament arrodonida per prevenir que la fulla es trenqués abans de temps. El mànec va anar incorporant empunyadures de diversos tipus, la majoria importats d'altres cultures. Les primeres tenien forma de triangle i posteriorment es va afegir un doble final (pom) que feia que la mà no rellisqués. Aquest pom tenia una forma lobular. Els ornaments de ferro es concentraven en aquests finals, que podien contenir joies incrustades. Unes tires en forma d'anell d'or decoraven les espases més luxoses. Fins al segle xi les espases vikingues no van començar a ser substituïdes per espases empunyades a dues mans. Existien diversos encanteris i pedres medicinals lligades a les espases, per potenciar-ne el mal o protegir el seu portador.
La demanda d'espases va fer créixer el grup dels ferrers, que apart de la fabricació es responsabilitzaven de les reparacions, ja que el tall de les fulles es veia fortament malmès després d'un combat. Els artesans més reputats van començar a gravar el seu nom i símbol com a marca a les espases que manufacturaven. Per exemple han perdurat els noms d' "Ulfberht" i "Ingelrii" entre aquests ferrers de fama (d'origen alemany). Les fulles del primer incorporaven carbó per aguantar millor les escomeses enemigues i les del segon un tipus d'acer desconegut en terres del nord fins que els ferrers locals van començar a copiar les tècniques dels seus veïns. Una altra professió que va sorgir associada a les espases va ser la dels afiladors professionals, que realitzaven una feina més acurada.

## Arcs
Els vikings usaven arc i fletxes per a la guerra i per a la caça. No són armes comunes a les tombes de guerrers i sí en canvi a les llars, fet que provaria la combinació de l'ús militar i domèstic. Les fustes més freqüents dels arcs llargs eren les de teix i freixe i les fletxes tenien punta de ferro amb diverses formes. Els projectils podien volar fins a uns 220 m, que era la unitat de mesura "de tir d'arc" emprada pels vikings per a distàncies curtes. Es disparaven fent força des del pit i al principi estaven reservats als nobles danesos, des d'on es van expandir a la majoria de guerrers pel seu llarg abast. Es troben referències a l'ús de l'arc per frenar enemics a la saga on es narra la resistència de Gunnar Hámundarson (segle x). Eren comuns a les batalles marítimes, on es disparava primer des dels vaixells abans de la topada de les naus. Els buiracs per a les fletxes es portaven lligats a l'esquena o a un costat del cos, com beines. Restes arqueològiques han mostrat l'existència de l'arc compost en eres tardanes.

## Ganivets
Els ganivets tenien, com els arcs, un ús domèstic i militar i eren l'única arma que estava permesa als esclaus, precisament per la utilització preferentment civil. El mànec era cilíndric i ample i la fulla plana i de diverses mides segons fos concebuda per a la cuina o també per a la caça i la lluita. En aquest cas solia portar alguna inscripció propiciatòria o ornament senzill al mànec. Les dones i nens també portaven habitualment ganivets, com proven els aixovars funeraris. La mida total dels ganivets fregava els 20 cm, essent l'arma més petita de totes, i es podien portar al costat o penjats del coll.

## Destrals
Una altra arma que es podia aprofitar fora de la guerra era la destral, que apareix a tombes d'homes i dones de diverses procedències. Els guerrers les empunyaven amb les dues mans per fer més força i clavar-les als escuts o cossos enemics. Com que eren petites, en cas de necessitat es podien llançar contra un atacant veloç. La fulla de la destral estava feta de ferro forjat i podia portar un revestiment d'acer, mentre que el mànec era de fusta. Era una arma més barata que l'espasa i, per tant, més freqüent, però menys que la llança, que implicava menys metall. Algunes destrals de combat portaven noms de criatures mitològiques, com ara els trolls. La fulla era estreta a la part de contacte amb el mànec i amb dues banyes, el que es coneix com a fulla danesa. Aquesta fulla tenia la particularitat de concentrar la potència en el punt de tall i així podia penetrar en les malles protectores fins a tocar l'os de l'enemic, com descriuen els poemes èpics. També permetia una àmplia varietat de moviments de combat, des del cop directe, fins a l'ús com un arpó o el gir lateral. Es podia igualment colpejar amb la part plana de la fulla un adversari abatut mentre es treia una altra arma o es preparava el següent moviment.
A partir de les descripcions de les sagues i les il·lustracions del Tapís de Bayeux les destrals es poden agrupar segons la mida i disseny d'aquestes banyes. Algunes van adquirir un estatus ornamental i llavors estaven fetes de plata amb joies incrustades. Les destrals de combat van ser usades pels vikings i els seus successors fins ben entrat el segle xiv, soles o en combinació amb altres armes de mà. Es van anar fent progressivament més llargues en el mànec, com proven els diferents assentaments. Alguns mànecs estaven protegits per bandes de metall perquè no es trenquessin durant la lluita (ja que a vegades eren usats com a parapet davant un cop).

## Escuts
Els principals mitjans defensius eren els escuts rodons, fabricats de fustes resistents però lleugeres com la del til·ler (els més valuosos), l'avet o fins i tot el pollancre. El guerrer havia de poder moure'l ràpidament per aturar un cop o desviar un atac. Cobrien mig cos i s'empunyaven amb una sola mà, ja que l'altra estava destinada a l'arma ofensiva. Els escuts podien portar peces metàl·liques i estar folrats de cuir per guanyar en resistència i mantenir units els llistons de fusta. Per sobre es podia col·locar un segon revestiment de pell per impermeabilitzar la fusta i assegurar una capa extra de protecció. Alternativament la impermeabilització es podia obtenir untant amb oli la part exterior. La majoria d'escuts estaven decorats amb patrons simples, com ara creus o sanefes, sobre un fons monocromàtic, si bé els escuts dels nobles podien portar estampats complexos i fins i tot joies al centre i vores de metalls preciosos. Existien uns escuts que actuaven com a símbol de tot un grup que portaven pintades escenes mitològiques relatives als orígens, com les que descriu el poema Ragnarsdrápa.
El centre de l'escut contenia un pom de ferro rodó, acabat o no en punxa. Aquest pom protegia la mà, que s'introduïa entre les làmines de fusta per subjectar l'escut des de dins per aconseguir major estabilitat. Una tira de fusta travessava la part del darrere de l'escut per sobre del forat central, de forma que la mà aguantava aquesta làmina, que la cobria i es podia moure lliurement dins del pom per maniobrar l'escut. Aquesta làmina podia ser també de ferro i comptar amb reforços folrats per a més comoditat, tot i que no era el més comú.
Quan els vikings viatjaven el vaixell, es col·locaven els escuts en uns raïls especials dels flancs, de manera que protegien els ocupants del vent i les onades altes. Quan els combats incloïen exèrcits nombrosos, aquests es protegien creant un mur d'escuts darrere dels quals llançaven armes de projectils o bé s'alternaven amb les llances en un avançament compacte de les diferents línies. Existia una formació particular, anomenada svinfylking, en la qual els combatents avançaven creant una falca triangular on cada fila era més àmplia que l'anterior i els cossos dels aliats servien per protegir els que venien darrere. Aquesta formació es feia servir per trencar línies enemigues i aïllar combatents en petits grups, on era més senzill abatre'ls en el combat individual. Mentre no es combatia, els vikings portaven els escuts a l'esquena, amb una tira creuada pel pit.
Els normands van incorporar tardanament un escut en forma d'estel que va conviure amb l'escut rodó tradicional sense arribar a imposar-se, perquè estaven pensats per protegir la cavalleria i la majoria de combatents vikings lluitaven a peu un cop arribats al lloc de destí. Apart de protecció, els escuts servien com arma ofensiva empenyent l'enemic travat en el cos a cos mentre se l'intentava ferir amb una destral o una espasa.

## Cascs
No tots els vikings portaven casc malgrat el dibuix tòpic d'aquest poble, ja que els camperols més pobres no podien pagar-se'l. Els cascs eren de ferro i constaven d'un capell simple arrodonit, amb proteccions per al nas. No portaven banyes, desmentint novament el tòpic, tot i que és possible que existissin aquests cascs amb banyes en cerimònies religioses. Probablement els cascs amb banyes dels vikings venen d'una imatge creada al romanticisme que hauria amarat la cultura popular contemporània. La confusió provindria dels capells amb banyes prehistòrics, associats a una deïtat venerada a la regió i altres indrets d'Europa, però sense relació històrica amb els vikings. Les armes més poderoses podien travessar el casc, que estava pensat per aturar cops més que talls directes, més difícils de patir pel moviment dels dos combatents.
Els cascs es feien de diverses peces que s'unien amb bandes de ferro, normalment l'extensió d'aquestes bandes (que formaven una creu a la part superior) era el que servia per cobrir el nas. Es creu que aquests cascs a trossos demostren que els ferrers no podien forjar una peça única que s'adaptés al cap de cada combatents. Per dins, les bandes es cobrien de cuir de manera que les vores de les peces no tallessin i al mateix temps s'ajudés a fixar les bandes a les peces del capell. L'interior estava folrat de llana d'ovella, que absorbia la suor, protegia del fred i servia per esmorteir un cop donat al cap del portador. El casc se subjectava amb cintes de cuir a la barbeta i en alguns casos pot ser que amb subjeccions a altres elements de protecció del cos. Altres models de casc tenien proteccions de ferro també per a galtes i barbetes, sense arribar a esdevenir elms. Els cascs més preuats es passaven entre generacions.

## Armadures
De manera similar als cavallers medievals cristians, els vikings de més rang protegien el seu cos amb cotes de malla. Com que la malla exigia un treball de metall complicat (per teixir els anells), no va estendre's entre els vikings, que preferien cobrir-se amb cotes de cuir, a mode d'armadures rudimentàries però més lleugeres. Algunes d'aquestes armadures es van cobrir amb el temps de peces metàl·liques, recuperant tècniques romanes. La majoria de guerrers, però, no portava cap mena de cotes o armadures i la protecció provenia dels escuts i les robes gruixudes que duien a causa del clima fred. Per això les tècniques de combat se centraven en esquivar i prevenir cops, ja que una vegada l'enemic emprava una fulla tallant sobre una persona, el més probable és que aquesta fos greument ferida o morta per manca de protecció de cotes o armadures.

## Altres armes
S'han trobat restes de fones i evidències que els vikings usaven roques i pedres com armes. Es podien transportar sacs de roques i, un cop atret l'enemic i abatut amb escuts o destrals, se'l colpejava amb roques o es llançaven pedres des d'un lloc més elevat o protegit, especialment en el cas d'aquells que no podien permetre's armes més costoses. Els sacs eren arrossegats per parelles de combatents que podien portar ganivets i llances senzilles de complement. Les fones podien servir per distreure i aturar ofensives grupals mentre es preparaven defenses davant exèrcits nombrosos, però no van ser tan usuals com en altres pobles.
Les capes que portaven els vikings per abrigar-se durant el viatge es podien llançar sobre un atacant, per exemple sobre l'espasa, que així resultava difícil de manejar per l'impediment i el pes de la roba. Mentrestant, el guerrer podia treure l'arma i contraatacar. Si a més a més queien sobre el braç enemic, es complicava encara més el moviment. Algunes sagues (Finnboga saga ramma) expliquen episodis on un home desposseït de la seva destral va poder defensar-se amb la capa i pals agafats del terra fins a poder recuperar-la.